# Serra Santa Cruz
A Serra Santa Cruz é uma serra localizada no estado de Alagoas. Nela se encontram localizadas as terras mais altas do estado de Alagoas, incluindo o ponto culminante do estado, que de acordo com o IBGE, possui uma altitude aproximada de 844,0 metros e está localizado nas seguintes coordenadas geográficas: 09°07'50"S, 37°46'01"W.